# Bombe di Savona
Le bombe di Savona furono una serie di attacchi terroristici commessi tra aprile 1974 e maggio 1975 nella città di Savona e nel suo circondario. Questi attentati di matrice ignota provocarono due morti, venti feriti oltre a ingenti danni ad edifici pubblici. In questo contesto almeno due stragi furono evitate per pura casualità e per la pronta reazione dei cittadini presenti.

## Storia
Il 30 aprile 1974, alla vigilia dei festeggiamenti per il primo maggio, una bomba al plastico esplose nel centro di Savona, a poca distanza da una sala cinematografica dove veniva proiettato il film di Lizzani Mussolini: Ultimo atto. L'ordigno, collocato nell'ingresso dell'edificio dove abitava il senatore democristiano Franco Varaldo, provocò ingenti danni allo stabile, ma nessun ferito. All'iniziale sconcerto fece seguito la reazione indignata delle forze democratiche ed antifasciste cittadine e pochi giorni dopo l'attentato si individua la responsabilità dell'organizzazione terroristica di estrema destra Ordine Nero.
Il 9 agosto due bombe al plastico esplodono vicino alla centrale elettrica dell'Enel di Vado Ligure, a poca distanza da un trasformatore di tensione e soltanto per poco viene evitata una tragedia.
Il 9 novembre dieci chili di esplosivo vengono fatti esplodere nel locale caldaie di Palazzo Nervi, sede della provincia di Savona. L'unico ferito è il custode dell'edificio, che viene ricoverato all'ospedale in stato di shock, ma i danni all'edificio sono enormi e le dimensioni dello scoppio allarmano l'intera popolazione che si riversa nelle strade cittadine. Nel mattino dello stesso giorno era stato inaugurato un cippo partigiano in memoria di una strage nazifascista e le prime dichiarazioni collegano i due eventi. La cittadinanza risponde convocando una manifestazione di protesta per il giorno seguente.
Tre giorni dopo, nel tardo pomeriggio del 12 novembre, cinque chili di tritolo scoppiano nell'atrio della Scuola Media Bartolomeo Guidobono, vicino alla locale Camera del Lavoro. La sera stessa una imponente manifestazione si snoda per le strade della città richiamando partecipanti da tutta la provincia.
 Il 16 novembre altre due bombe vengono fatte esplodere a poche ore una dall'altra. La prima a sei chilometri dal centro del capoluogo, in località Santuario, dove un ordigno divelle due metri di binario sopra un viadotto della ferrovia poco prima della stazione locale; le conseguenze potrebbero essere drammatiche perché poco dopo lo scoppio sta per transitare in quel tratto il treno proveniente da Alessandria e la tragedia viene evitata soltanto dalla prontezza di un uomo, Quinto Quirini, che si trovava nelle vicinanze e, capita l'urgenza della situazione, corre incontro alla locomotiva costringendo il macchinista a bloccare la corsa. Due ore più tardi in città scoppia una seconda bomba davanti alla porta di uno stabile in via dello Sperone. Nel corso della stessa serata alcuni cittadini organizzano spontaneamente la vigilanza popolare sulla città. L'iniziativa viene in seguito allargata ai Consigli di Quartiere e riceve l'appoggio di partiti, sindacati e istituzioni.
Lelio Speranza (FIVL) e il senatore Giovanni Battista Urbani (ANPI) presiedono il comitato della provincia di Savona (comprendente tutti i partiti, le organizzazioni sindacali, le associazioni partigiane, la curia vescovile, le amministrazioni comunali e l'amministrazione provinciale) che coordina l'azione di difesa durante gli attentati dinamitardi.
Il 20 novembre una bomba esplode nell'atrio del portone di via Giacchero 22 provocando enormi crolli interni, 13 feriti e due morti: Fanny Dallari e Virgilio Gambolati. Fanny Dallari, una donna di 82 anni, viene ricoverata in condizioni gravi per essere caduta dal primo piano in seguito al crollo del pavimento; morirà il giorno dopo in ospedale. . Virgilio Gambolati di 71 anni, morirà tre mesi più tardi a seguito delle complicazioni dovute alle ferite riportate durante l'esplosione. 
Il 23 novembre a Varazze un'autobomba esplode a pochi metri dalla caserma dei carabinieri ed a Quiliano, in località Cadibona, un ordigno ad alto potenziale esplode sull'autostrada Savona-Torino a poca distanza dalla sede stradale, proiettando ovunque frammenti di guard rail distrutto.
Il giorno 24 una bomba esplode in prossimità della prefettura causando otto feriti e il pomeriggio successivo un altro ordigno esplosivo abbatte completamente un traliccio dell'alta tensione in località Madonna degli Angeli. La rivendicazione, captata dalla frequenze televisive cittadine è «Qui Ordine Nero. Vi faremo a pezzi!». Il 26 maggio l'ultimo attentato: una bomba esplode presso la storica Fortezza di Monte Ciuto, senza causare ulteriori vittime.

## Le indagini e gli esiti giudiziari
Le indagini sui fatti subirono pesanti ritardi e, dopo quattro anni di silenzio e immobilità, furono aperte soltanto nel 1979. La loro conclusione risale al 7 luglio 1991 con il decreto di archiviazione firmato dal Gip Fiorenza Giorgi su richiesta del pubblico ministero Tiziana Parenti. Gli 8 neofascisti sospettati di essere implicati negli attentati, vennero scagionati dalle accuse sebbene gli elementi raccolti in precedenza, e sviluppati dall'indagine del magistrato Francantonio Granero e dal successore Maurizio Picozzi, confermassero i loro legami con logge coperte e contatti internazionali.Rimanevano quindi senza nome i responsabili dei crimini.
Nel marzo 2006 l'inchiesta è stata riaperta dopo un esposto di un avvocato del foro di Bologna; a settembre 2008 avvenne l'audizione, da parte del procuratore capo del tribunale di Savona Vincenzo Scolastico, di esponenti di movimenti politici di estrema destra negli anni settanta, che potrebbero sapere qualcosa sui fatti savonesi.

## Commissione parlamentare
Nel 1995, su iniziativa del deputato Michele Del Gaudio, tutti gli atti istruttori legati alla vicenda furono acquisiti dalla Commissione stragi della Camera dei deputati, presieduta dall'onorevole Giovanni Pellegrino ma la conclusione anticipata della legislatura impedì di portare avanti il lavoro Commissione, che non è stato ripreso nelle legislature successive.

## Cronologia degli attentati
| Data             | Località                              | Evento                                          |
| ---------------- | ------------------------------------- | ----------------------------------------------- |
| 30 aprile 1974   | Savona, Via Paleocapa                 | Bomba nell'atrio di un palazzo storico          |
| 9 agosto 1974    | Vado Ligure                           | Due ordigni esplodono presso la centrale Enel   |
| 9 novembre 1974  | Savona                                | Bomba al Palazzo della Provincia                |
| 12 novembre 1974 | Savona, via Machiavelli               | Bomba davanti all'atrio di una scuola           |
| 16 novembre 1974 | Savona, località Santuario            | Bomba su viadotto ferroviario                   |
| 16 novembre 1974 | Savona, via dello Sperone             | Bomba in uno stabile                            |
| 20 novembre 1974 | Savona, via Giacchero                 | Bomba nel portone di un palazzo                 |
| 23 novembre 1974 | Varazze                               | Autobomba davanti alla stazione dei carabinieri |
| 23 novembre 1974 | Quiliano, località Cadibona           | Bomba sull'autostrada Savona-Torino             |
| 24 febbraio 1975 | Savona                                | Bomba dietro il palazzo della Prefettura        |
| 25 febbraio 1975 | Savona, località Madonna degli Angeli | Bomba contro un traliccio dell'Enel             |
| 26 maggio 1975   | Savona                                | Bomba contro la Fortezza di Monte Ciuto         |

## La reazione della città
Analisi successive hanno sottolineato come l'attacco rivolto alla vita democratica savonese venne respinto con grande dignità, compostezza e senso di partecipazione popolare e come accanto al potenziale di democrazia dal basso che si espresse attraverso la vigilanza di quartiere, si affermò anche l'autorevolezza e la capacità di mobilitazione delle istituzioni e del sindacato.. L'Istituto Storico della Resistenza e dell'Età Contemporanea della provincia di Savona ha richiamato quella esemplare vicenda di mobilitazione, di lotta, di vigilanza popolare ricordando che nel 1978 il presidente della Camera dei deputati Pietro Ingrao, alla consegna della Medaglia d'oro al valor militare per la Resistenza a Savona, volle citare la profonda coscienza antifascista, democratica, civile che ha caratterizzato la storia contemporanea di Savona e la grande capacità organizzativa di un tessuto democratico e di partecipazione fatta di consigli di quartiere, di organizzazioni sindacali di base, di sezioni dei partiti, delle associazioni della Resistenza, di Società di Mutuo Soccorso, di parrocchie, di associazioni culturali, dello sport e del tempo libero.

## Il Comitato per la verità sulle stragi
Il 23 marzo 2006 nasce il "Comitato per la verità sulle stragi e tentate stragi nel savonese nel 1974-1975" con lo scopo di collaborare alla tutela legale delle persone offese e dei parenti delle vittime nei procedimenti giudiziari, di cui promuove la riapertura, e per salvaguardare la memoria storica e la ricerca della verità sugli eventi accaduti in quel periodo. Nel novembre dello stesso anno la Giunta comunale di Savona ha deliberato l'adesione al Comitato.
Il 12 dicembre 2009, in occasione del quarantesimo anniversario della strage di Piazza Fontana a Milano, Il giudice Fiorenza Giorgi, intervistata dal quotidiano on line Savonanews.it, rivela gli aspetti controversi che caratterizzarono le indagini sulle bombe di Savona.

## Altre ipotesi
Alcuni dietrologi hanno sostenuto che le bombe di Savona furono collocate dai servizi segreti statunitensi per distogliere l'attenzione dell'opinione pubblica dalla base militare USA di Pian dei Corsi, situata nel territorio del comune di Calice Ligure, su una delle sommità del Colle del Melogno, nell'entroterra diretto di Finale Ligure. Questa era, secondo i giornalisti dell'epoca, una base missilistica ed una base militare statunitense che controllava il territorio per prevenire ed evitare l'avvento politico di estremisti alla guida del paese.
In realtà era solo un centro comunicazioni che ospitava antenne radio. L'installazione, presidiata dalla 59th Company U.S. Army Signal(corpo delle trasmissioni) appartenente al 509º battaglione del Signal Corps, era in stretta comunicazione con alcune stazioni della Germania. In Europa si contava una quarantina di installazioni analoghe. Questa rete però, tra la fine degli anni '80 e l'inizio degli anni '90, con l'avvento della tecnologia satellitare cessò di essere utilizzata e, con essa, molte basi vennero dismesse, compresa quella di Pian Dei Corsi.
Massimo Macciò, nel libro "Una storia di paese - Le bombe di Savona 1974 - '75" (Amazon, 2019) ha sostenuto che le bombe del 1974 servissero prima a spaventare e poi a convincere Paolo Emilio Taviani, l'allora potentissimo ministro degli Interni, ad abbondanare il dicastero. L'ipotesi dell'autore (il cui libro presenta una cronologia dei fatti crimonosi italiani tra il 1972 e il 1975, curata da Vincenzo Vinciguerra, all'interno della quale anche le esplosioni savonesi sembrano trovare la propria esplicazione) è che Taviani (che a fine '73 aveva ordinato lo scioglimento di Ordine Nuovo e che, qualche mese più tardi, aveva tentato di opporsi alla sostituzione dei vertici di Gladio con elementi sospetti di golpismo) fosse una sorta di "capro espiatorio" per sanzionare la tregua tra l'ala stragista e la componente "trattativista" del fronte anticomunista in Italia. In tal caso almeno alcune delle esplosioni savonesi non sarebbero collocabili all'interno dell'area neofascista quanto in uno scontro tra  apparati occulti dello Stato. Taviani era genovese, ma il suo collegio elettorale comprendeva Savona e alcuni tra i suoi più fidati collaboratori provenivano dalla città del Ponente ligure. Inoltre Genova era in quel momento presidiata militarmente a seguito del rapimento del giudice Mario Sossi, e l'operazione avrebbe quindi presentato difficoltà logistiche assai superiori rispetto a quelle incontrate a Savona.
In effetti Taviani (che molti anni dopo avrebbe confermato tale ricostruzione durante una conversazione con un giovane collaboratore) fu definitivamente defenestrato dal Viminale, al termine di una serie di convulse trattative, subito dopo lo scoppio della bomba del 23 novembre, l'ultima del 1974. 
In una successiva pubblicazione curata per la collana "Storia dei grandi segreti d'Italia" Macciò ha rimarcato come Umberto Catalano, dirigente del settore ligure del Nucleo Antiterrorismo (erede sostanziale dell'Ufficio Affari Riservati di Federico Umberto D'Amato), a quindici giorni dallo scoppio dell'ultima bomba del '74, avesse già chiaramente individuato l'involontario reo confesso di almeno uno degli attentati savonesi; ma l'incartamento contenente le intercettazioni delle telefonate di tale indagato sparì misteriosamente dagli uffici della procura.  